# 선언적 삼단 논법
논리학에서, 선언적 삼단 논법(選言的三段論法, 영어: disjunctive syllogism)은 선언 명제와 이를 이루는 두 명제 가운데 하나에 대한 부정으로부터 다른 한 명제를 유도하는 삼단 논법이다. 즉, “P가 참이거나 Q가 참이다. 그런데 P는 참이 아니다. 따라서 Q가 참이다.”와 같은 꼴이다.

## 정의
선언적 삼단 논법은 다음과 같은 두 개의 추론 규칙이다.:184, §16.3.1
{\displaystyle {\begin{matrix}P\lor Q\qquad \lnot P\\\hline Q\end{matrix}}\qquad {\begin{matrix}P\lor Q\qquad \lnot Q\\\hline P\end{matrix}}}
또는
{\displaystyle P\lor Q,\lnot P\vdash Q\qquad P\lor Q,\lnot Q\vdash P}
여기서
- {\displaystyle P}, {\displaystyle Q}는 논리식을 나타내는 메타 변수이다.
- {\displaystyle \lor }는 논리합이다.
- {\displaystyle \lnot }는 부정이다.
- 수평선은 증명 과정의 이웃한 두 단계를 구분하는 메타 논리 기호이다.
- {\displaystyle \vdash }는 왼쪽에 놓인 논리식들로부터 오른쪽에 놓인 논리식을 증명할 수 있음을 나타내는 메타 논리 기호이다.

## 성질
직관 논리에서 성립하며, 따라서 고전 논리를 비롯한 모든 초직관 논리에서 성립한다. 초일관 논리의 일종인 1차 필연(一次必然, 영어: first-degree entailment, 약자 FDE)에서는 선언적 삼단 논법이 성립하지 않는다.

## 같이 보기
- 가언적 삼단 논법